# Skútustaðahreppur

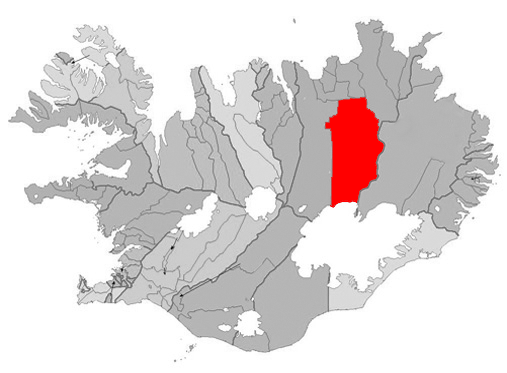
Skutustaðahreppur

Skútustaðahreppur var en kommun i regionen Norðurland eystra på Island. Folkmängden var 425 personer 2017. 

## Bilder

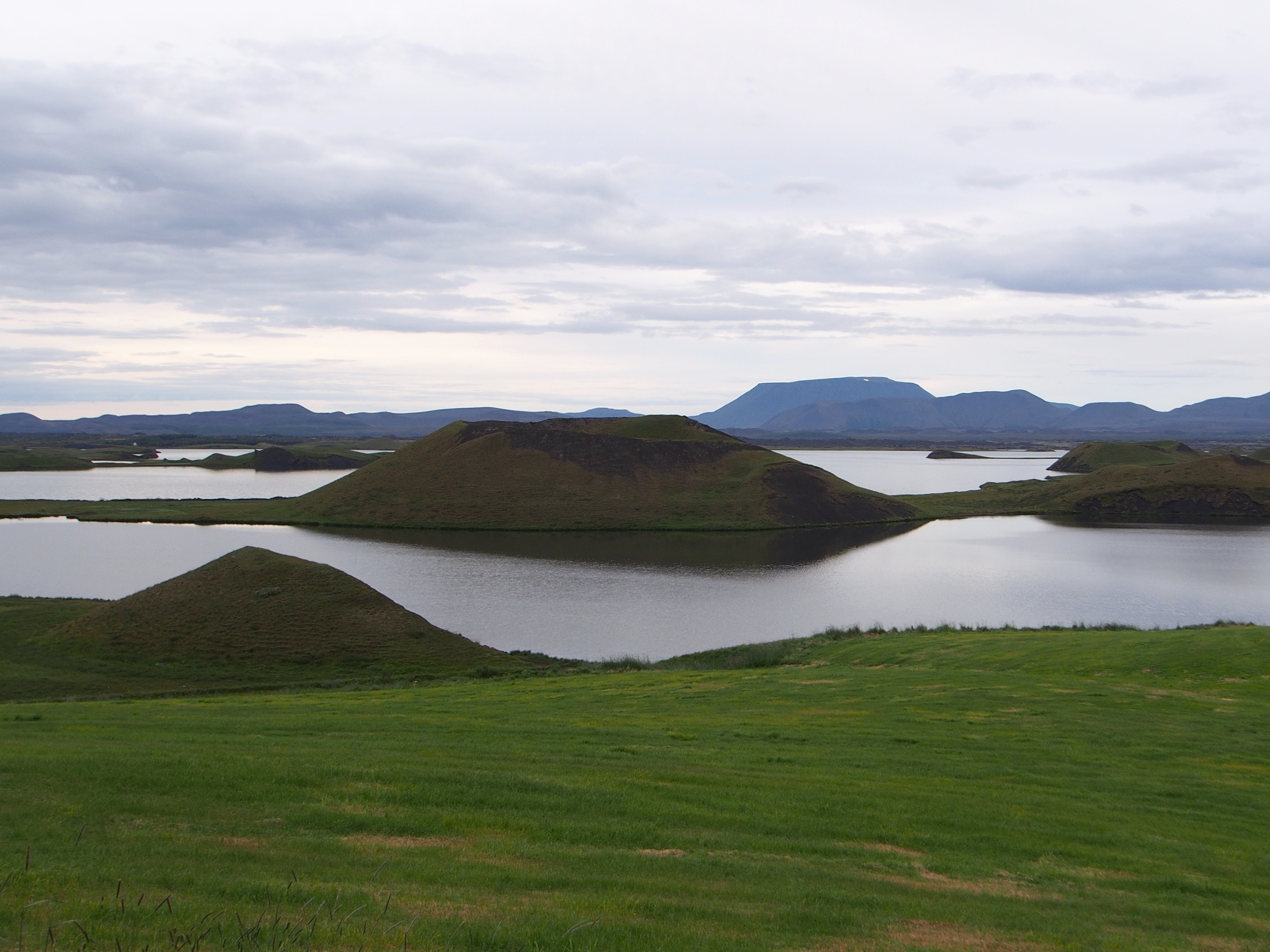
Skútustaðir och Mývatn
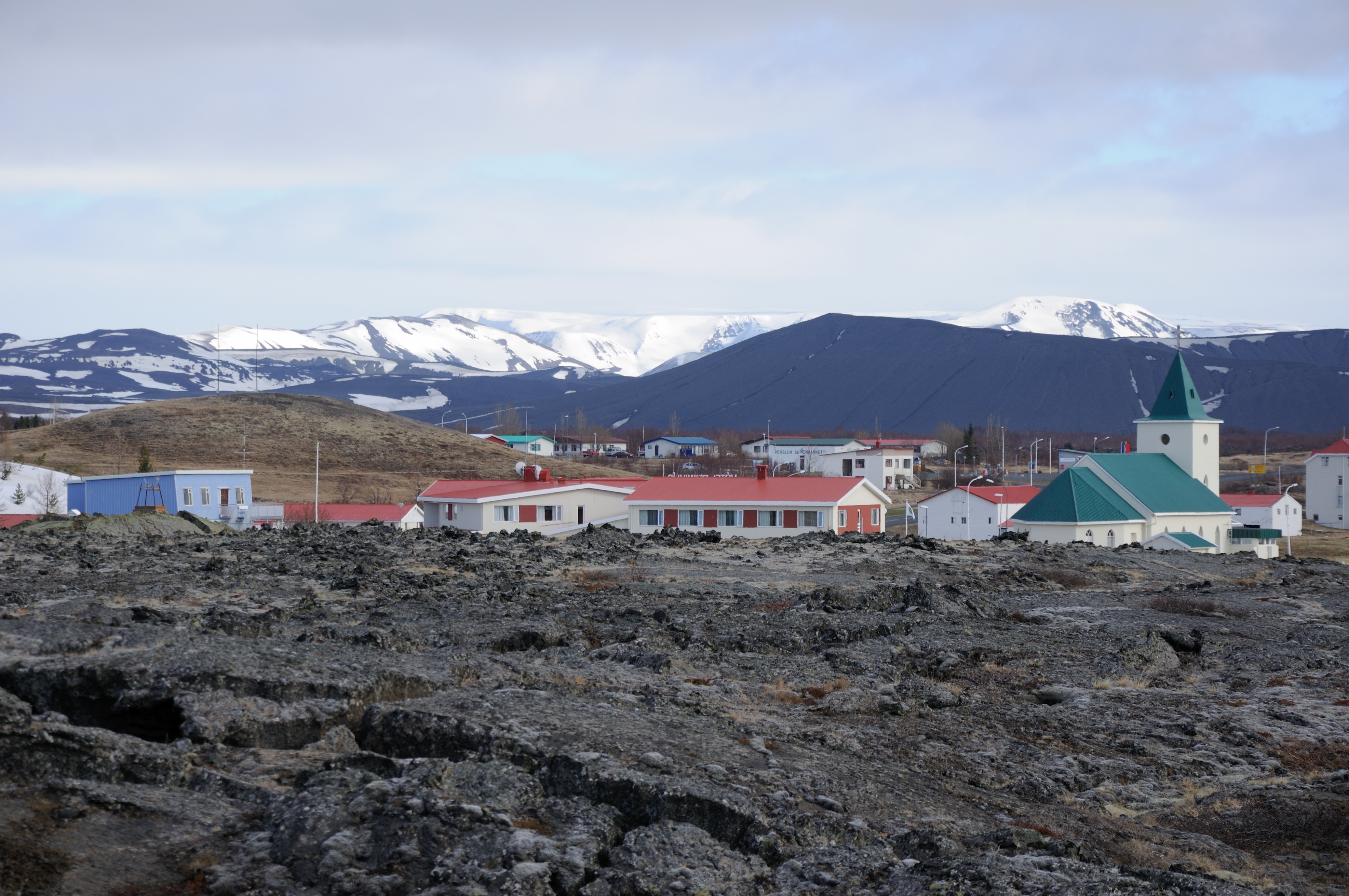
Reykjahlíð
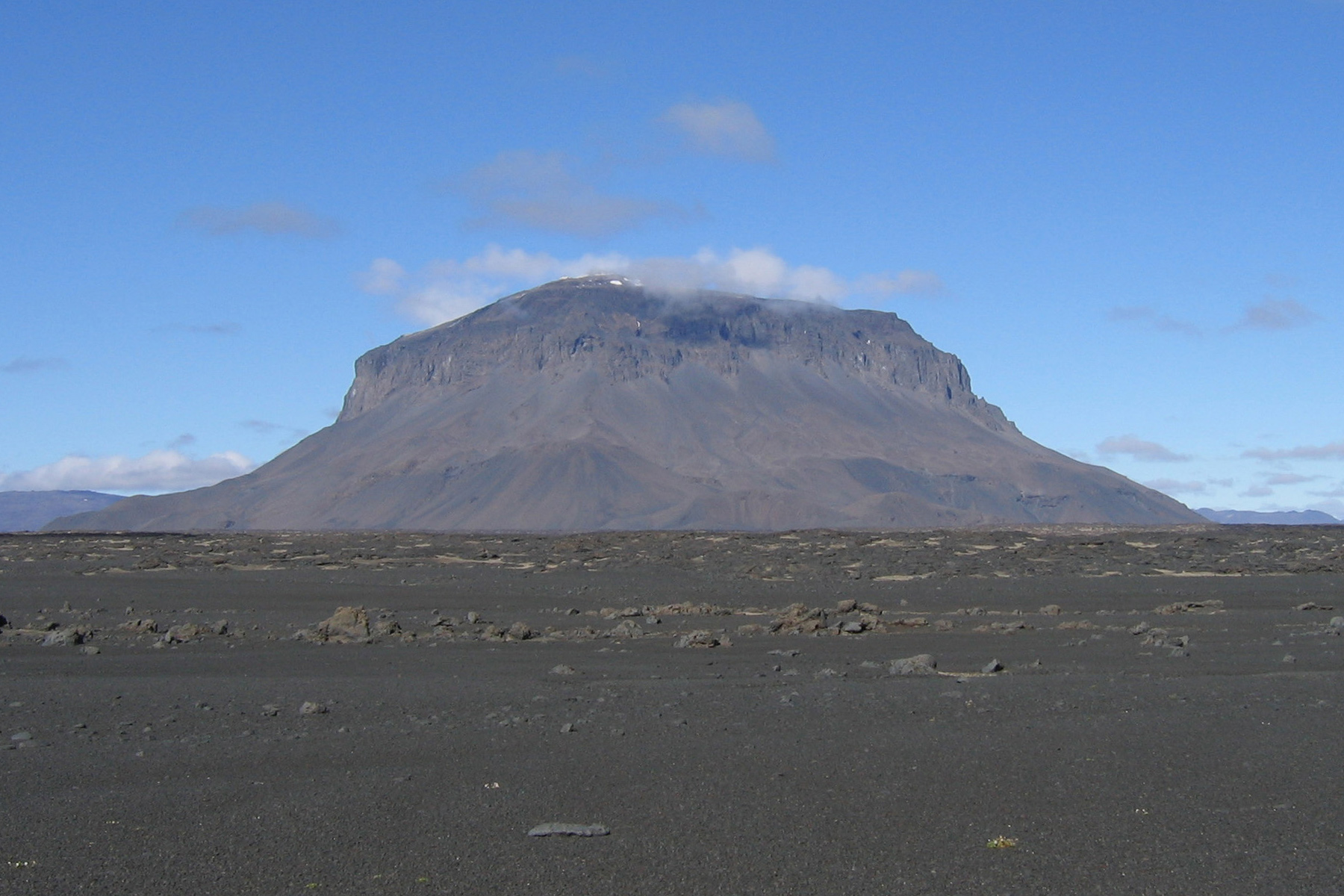
Herðubreið